# Henry Swift (fotografo)
Henry Swift (Berkeley, 1891 – Berkeley, 1962) è stato un fotografo statunitense. Egli è famoso per aver fatto parte del Gruppo f/64.

## Biografia
Agli inizi del 1920 conobbe il fotografo Edward Weston per caso in Carmel, in California e cominciò a fare fotografie per hobby. Nel 1932 divenne membro fondatore del Gruppo f/64 insieme a Weston, Ansel Adams, Imogen Cunningham e molti altri. Nello stesso anno mise in mostra nove stampe (lo stesso numero di Weston) al Young Memorial Museum di San Francisco. Cunningham ricorda che Swift acquistò tutte le stampe della prima esposizione e che, se avesse pagato il prezzo indicato per ogni foto, gli sarebbe costato un totale di 845$ per 80 stampe.
Dopo lo scioglimento del gruppo f/64 nel 1935, l'interesse di Swift per la fotografia finì. Quando morì, nel 1962, la sua vedova Florence Swift raccolse la sua collezione di fotografie dei membri del Gruppo f/64, chiese ulteriori donazioni da parte di alcuni membri originali del gruppo e donò l'intera collezione al Museum of Modern Art di San Francisco.